# Abell 3266
Abell 3266 est un amas de galaxies dans le ciel austral. Il fait partie du superamas de l'Horologe-Réticule.
Le département de physique de l'université du Maryland, Baltimore County, a découvert qu'une grande masse de gaz traverse l'amas à une vitesse de 750 km/s (466 miles/seconde). La masse représente des milliards de masses solaires, a un diamètre d'environ 3 millions d'années-lumière et est la plus grande de ce type découverte en juin 2006,.